# Arthrocnemum macrostachyum
La alacranera o sosa jabonera (Arthrocnemum macrostachyum) es una planta perteneciente a la familia Amaranthaceae.

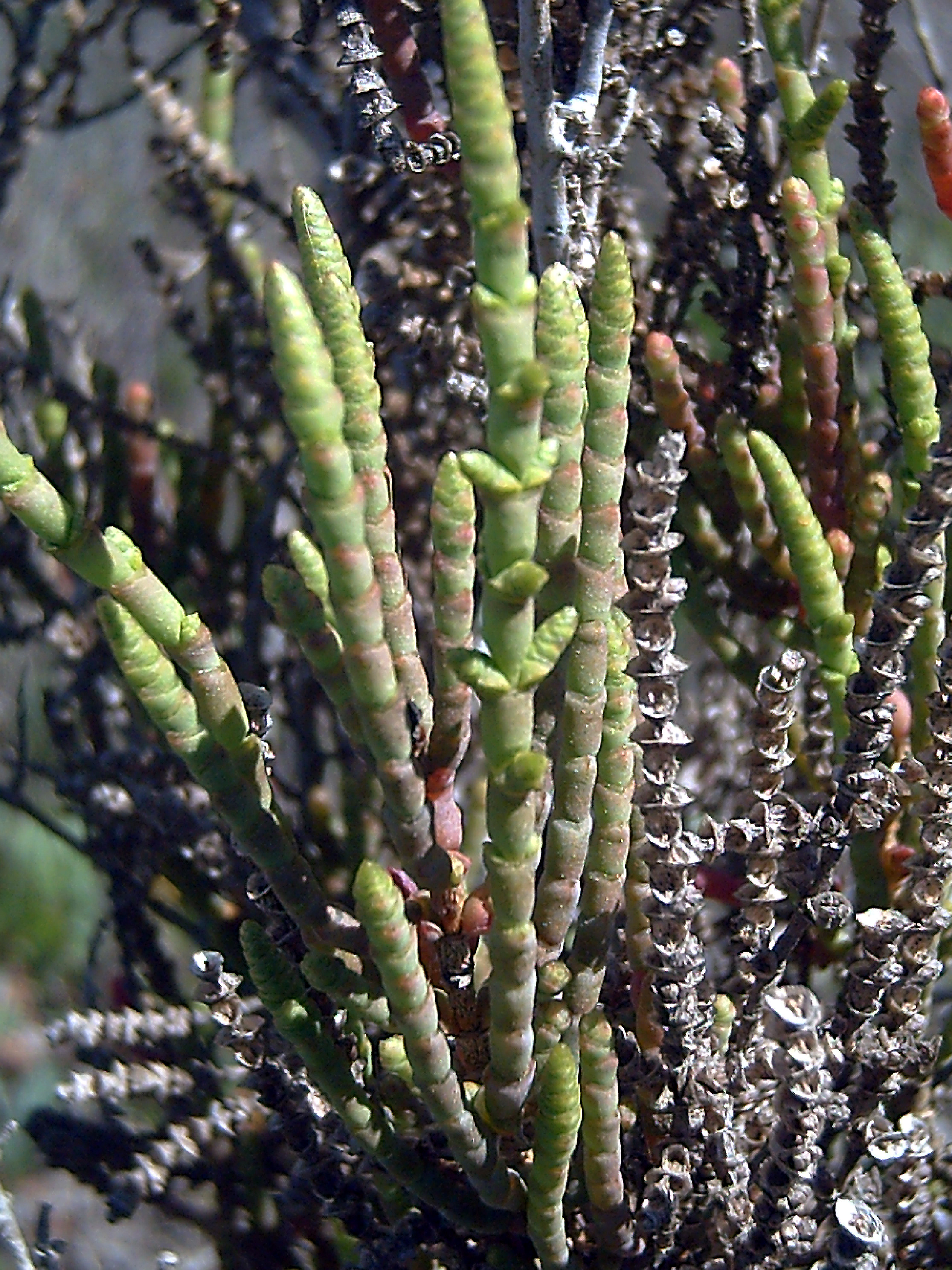
Vista de la planta

## Descripción
Arbustillo perennifolio, hermafrodita, generalmente erguido, de hasta 1,5 m de altura, muy ramoso. Las ramillas fértiles, herbáceas, nacen opuestas y son articuladas, cilíndricas, verdes y glabras, aparentemente sin hojas. Primer artejo de las ramillas más o menos aplanado y anguloso, los siguientes más o menos cilíndricos. Hojas opuestas, sésiles, muy pequeñas, formando un anillo hialino que rodea el artejo o segmento en el ápice. La inflorescencia es una espiga cilíndrica y articulada. Las flores aparecen en cimas trifloras situadas en la base de los artejos o segmentos. La flor central siempre es ligeramente mayor que las laterales; periantio de una sola pieza (en realidad, 4 tépalos soldados de sección circular); anteras amarillas. Al desprenderse las flores dejan una cavidad única, no tabicada por paredes membranosas. El fruto es un aquenio con una semilla negra verrugosa. Florece desde la primavera hasta el otoño. Fructifica desde la primavera hasta el otoño.

## Hábitat
Terrenos salados, con abundante humedad, salinas costeras, chotts, sebkhas y lechos limosos de río y torrentes del interior.

## Distribución
Región mediterránea y zonas limítrofes. En el norte de África resulta común, siendo especie dominante en grandes humedales salados, desde el Mediterráneo al Sahara y desde el Atlántico hasta Asia Menor.

## Taxonomía
Arthrocnemum macrostachyum fue descrita por (Moric.) C.Koch y publicado en Hortus Dendrologicus 96. 1885.
Etimología
Arthrocnemum: nombre genérico que deriva de las palabras griegas: arthron = "conjunto", y knemis o knemidos = "pierna" o kneme = "la rodilla", por lo tanto "la pierna o la rodilla articulada"
macrostachyum: epíteto latíno que significa "con grandes espigas"
Citología
Números cromosomáticos de Arthrocnemum macrostachyum  (Fam. Chenopodiaceae) y táxones infraespecificos: 2n=36
Sinonimia
- Arthrocnemum indicum subsp. glaucum Maire & Weiller
- Arthrocnemum glaucum Delile
- Salicornia macrostachya Moric. basónimo
- Salicornia mucronata Lag.
- Salicornia indica Willd.
- Salicornia virginica Forssk.[6]

## Nombres comunes
- Castellano: alacranera, almajo, garbancillo, sapillo, sapina, solicuernos, sosa jabonera, tarafina.[7] almajo salado, almajo salao, almarjo, armajo salado, jabonera (2), salao, salicor duro, salicuerno,  sapino,  solimernos, sosa, sosa alacranera, sosa grosa (3),  sosa sabonera (2).(el número entre paréntesis indica las especies que tienen el mismo nombre en España)[8]